# Heves Megyei Sportmúzeum
A Heves Megyei Sportmúzeum Egerben a Megyeháza udvarán, az egykori börtön épületében található.

## Épülete
Az egykori  börtönépületet Josef Ignaz Gerl (Matthias Franz Gerl unokaöccse) tervezte, ugyancsak barokk stílusban, ami a börtönökre egyáltalán nem volt jellemző. 1764–69 között építették; a homlokzaton levő kálvária szobrait Singer Mihály készítette. 1769-től a 20. század elejéig a megyei börtön volt, majd a megyei levéltár irodái kaptak benne helyet. A börtönépület közepén kialakított kápolna falába nyílásokat vágtak, hogy minden rab „részt vehessen” a miséken. A fölső emeletet 1838–39-ben építették a korábbi épületre az evangélikus rabok számára — nekik külön kápolnát alakítottak ki. 1993-ban az épületet múzeummá alakították. 
Az épülete előtt Kemény Ferenc szobra áll — ő volt a nemzetközi olimpiai mozgalom egyik magyarországi élharcosa; és magyar részről ő írta alá Pierre de Coubertin báróval a nyári olimpiai játékok megrendezésének szándéknyilatkozatát. A szobor mögött, a lépcsőfeljáró alatt elhelyezett márványtáblán a különböző nyári és téli olimpiákon részt vett Heves megyei sportolók neveit sorolják fel — a listán 2008-ban 88 olimpikon szerepel 157 olimpiai részvétellel.
A Sportmúzeumot annak megálmodója, Dr. Székely Ferenc alapította 1993-ban, a tárgyakat saját maga gyűjtötte, rendezte össze haláláig.

## Kiállítása
Három emeleten és 12 termen át érmek, olimpiai öltözékek, serlegek, sport-történeti emléktárgyak, fotók segítségével időutazást tehetünk a helyi, a magyar- és az egyetemes sporttörténetben.

## Képgaléria

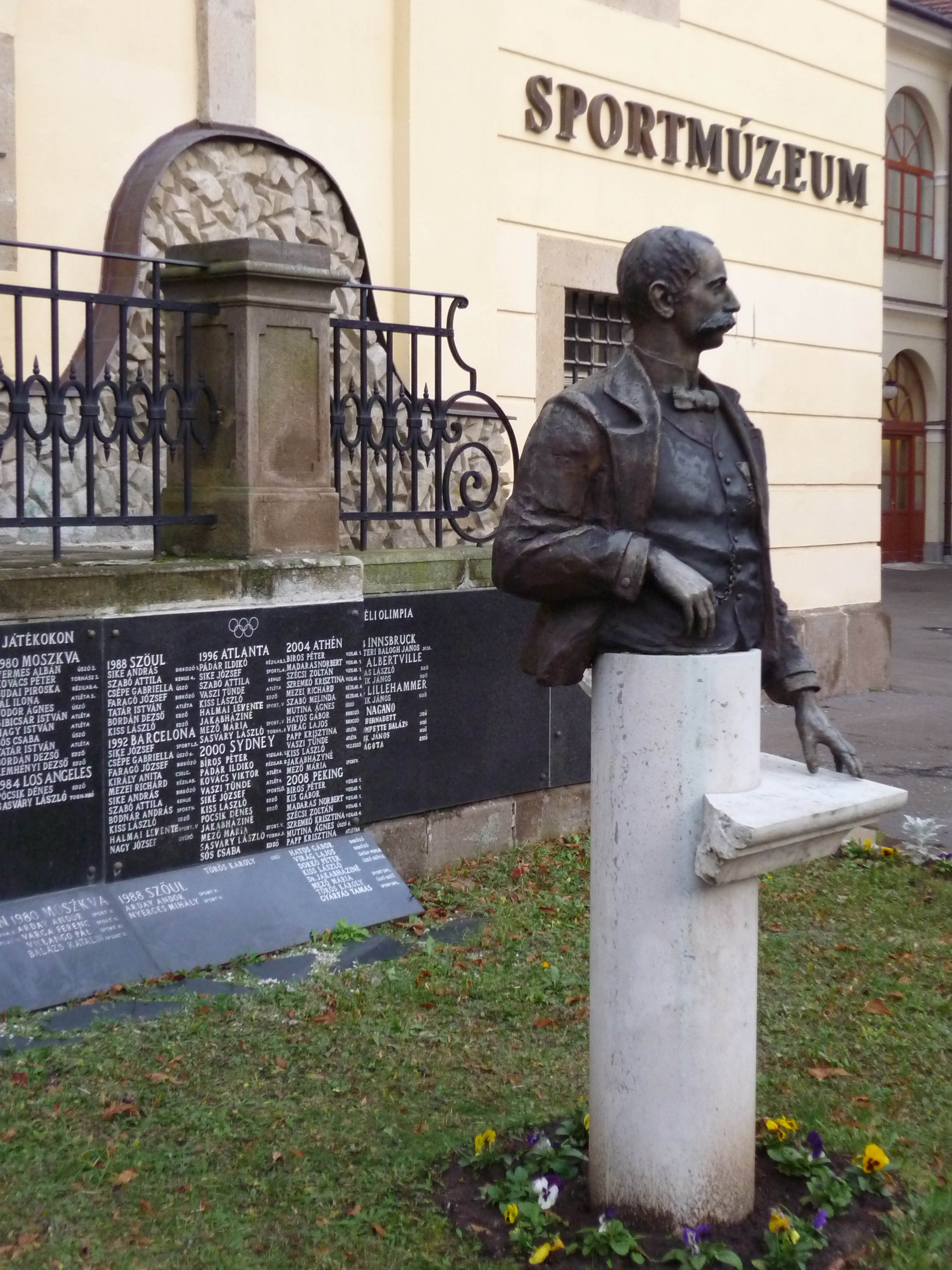
Kemény Ferenc szobra az épület előtt
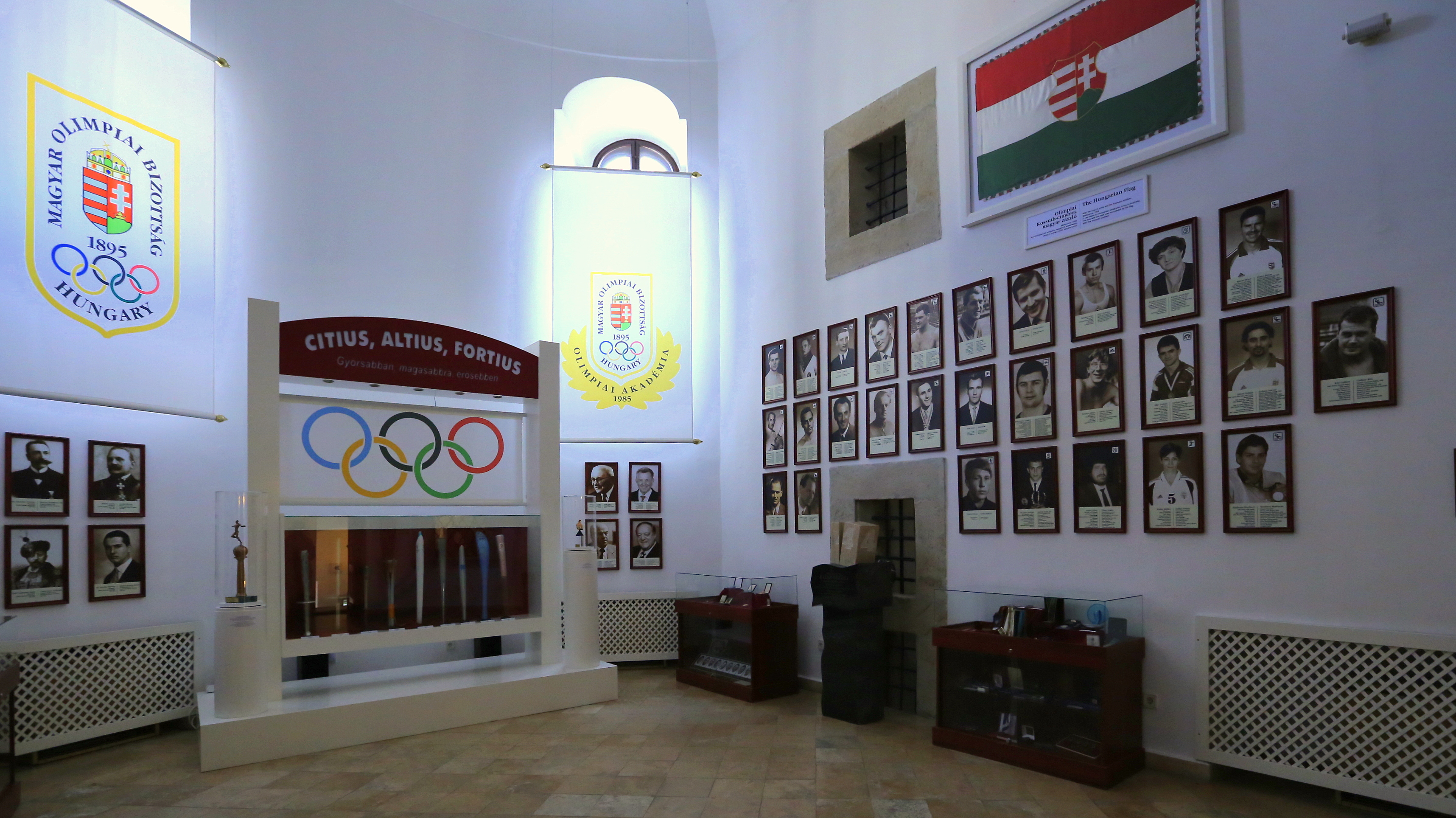
Kiállítás az egykori börtönkápolnában
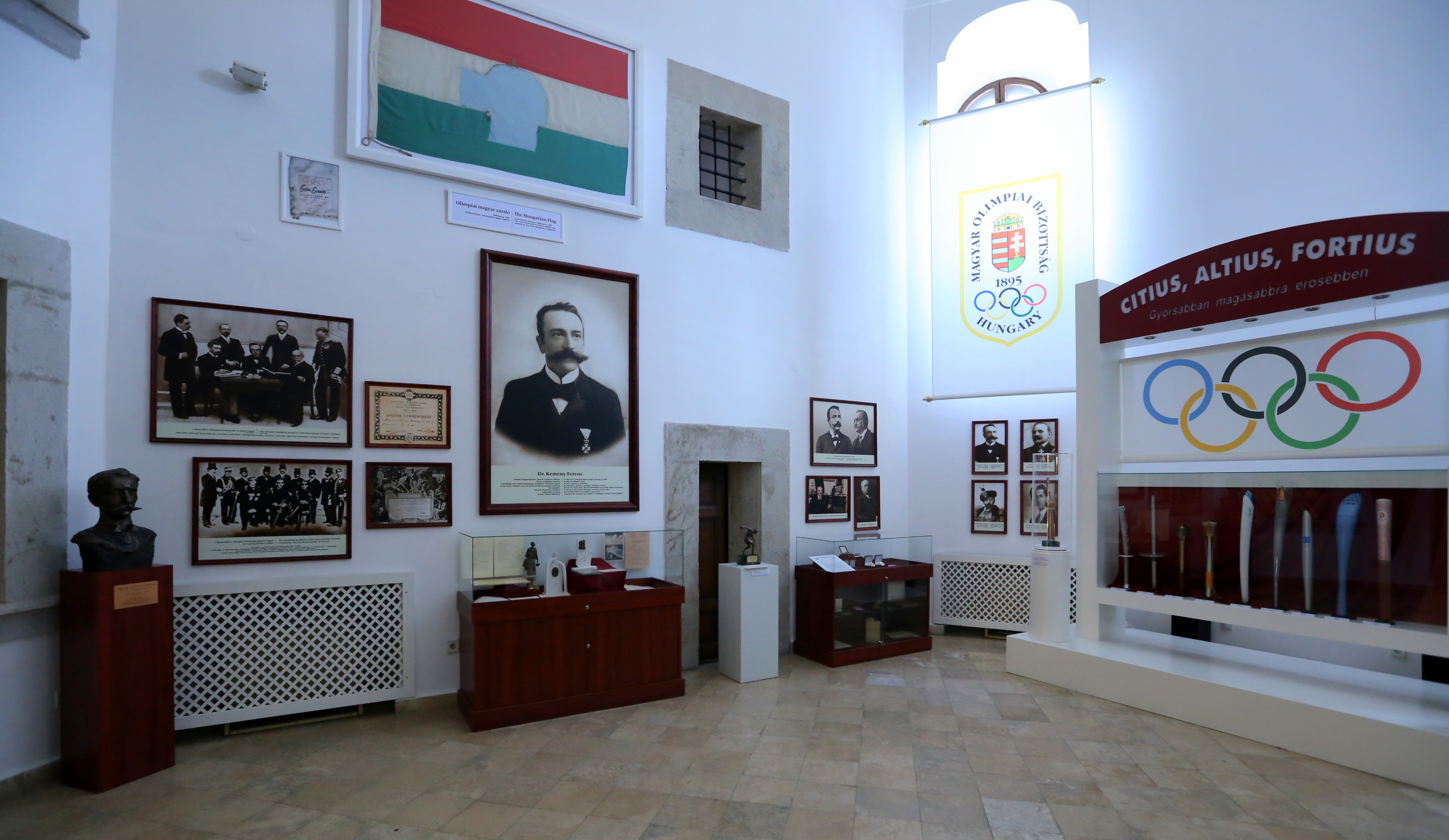
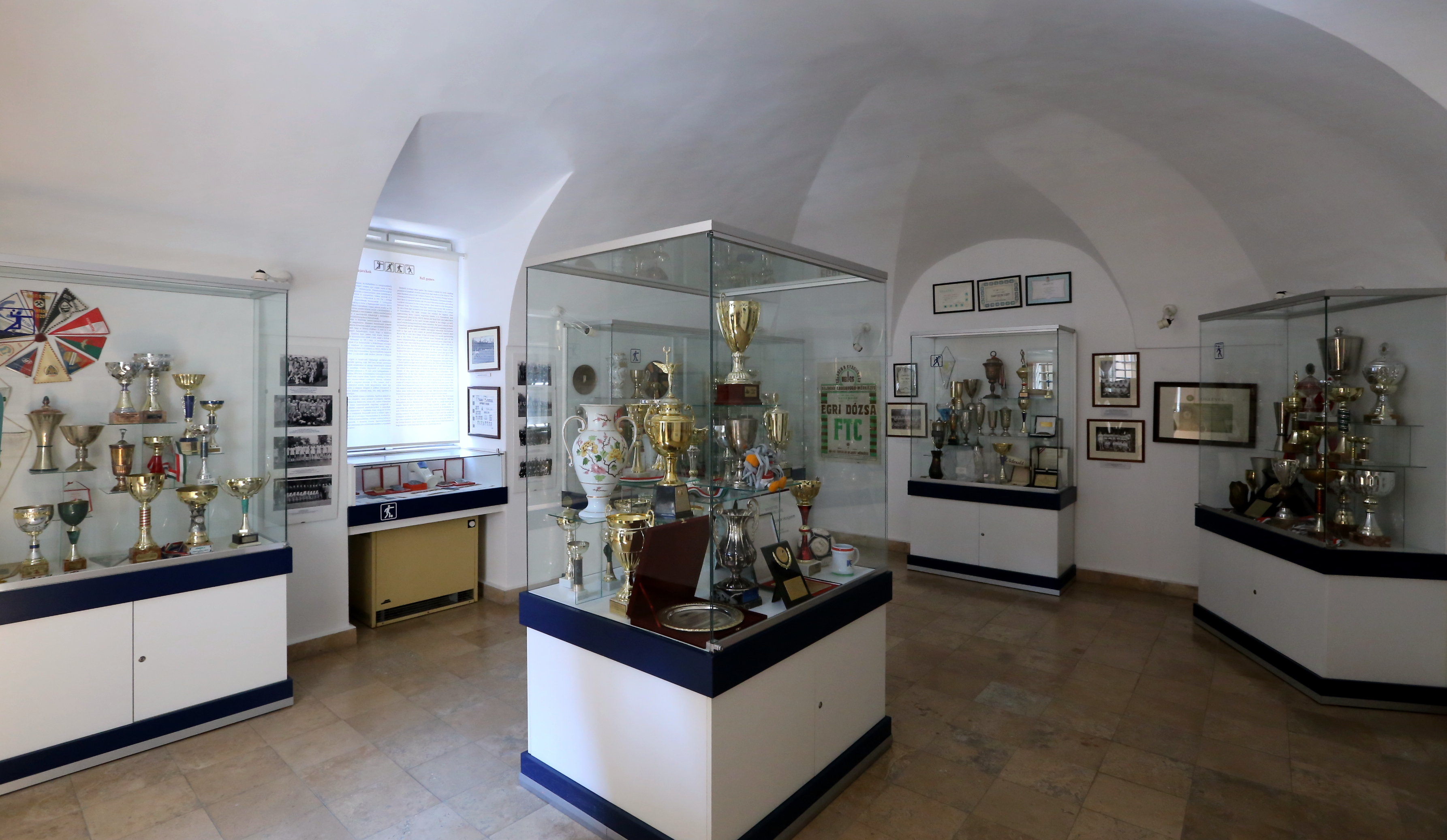
A Heves megyei sportolók érmei
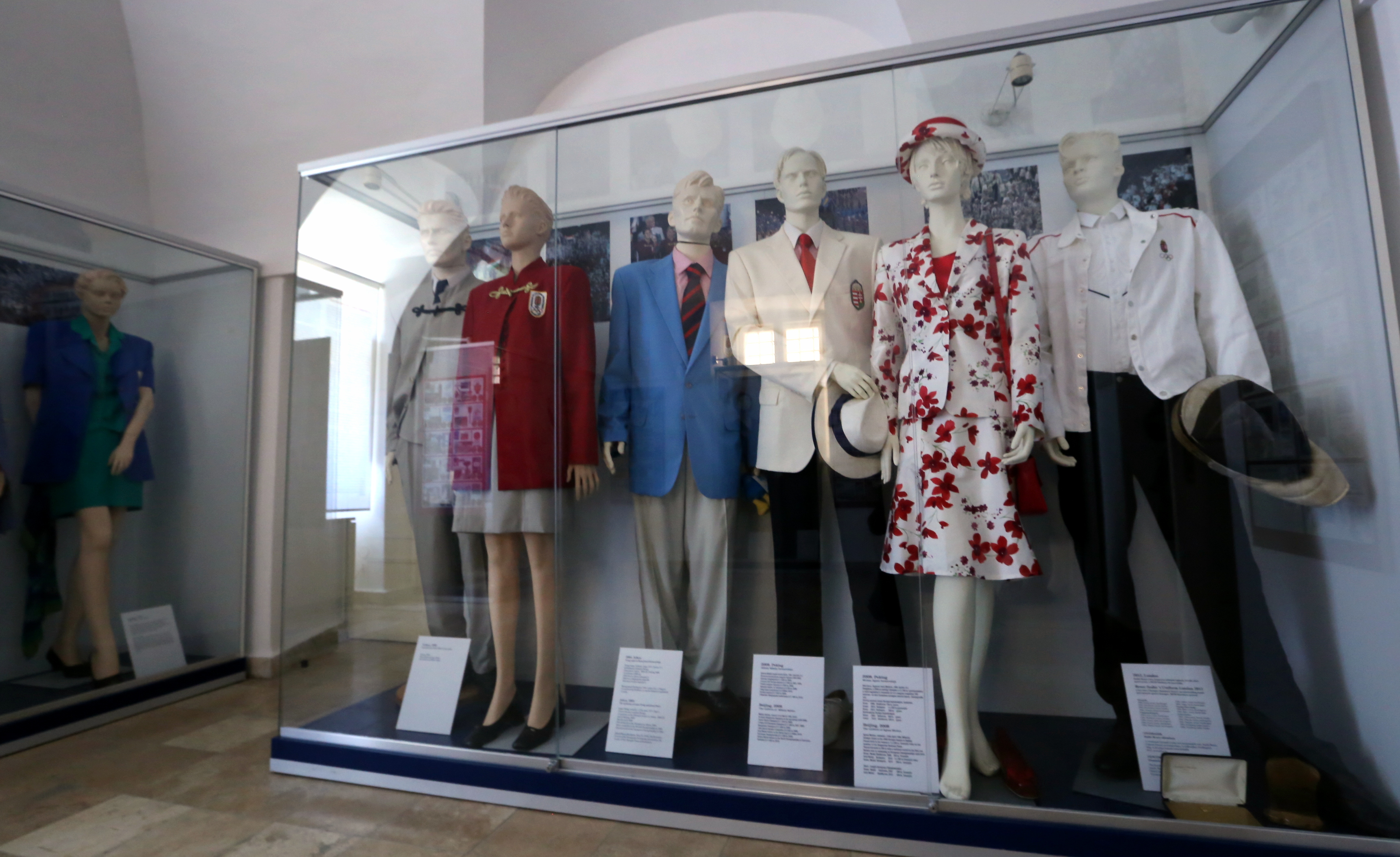
Az egykori olimpiák magyar sportoló-ruhái
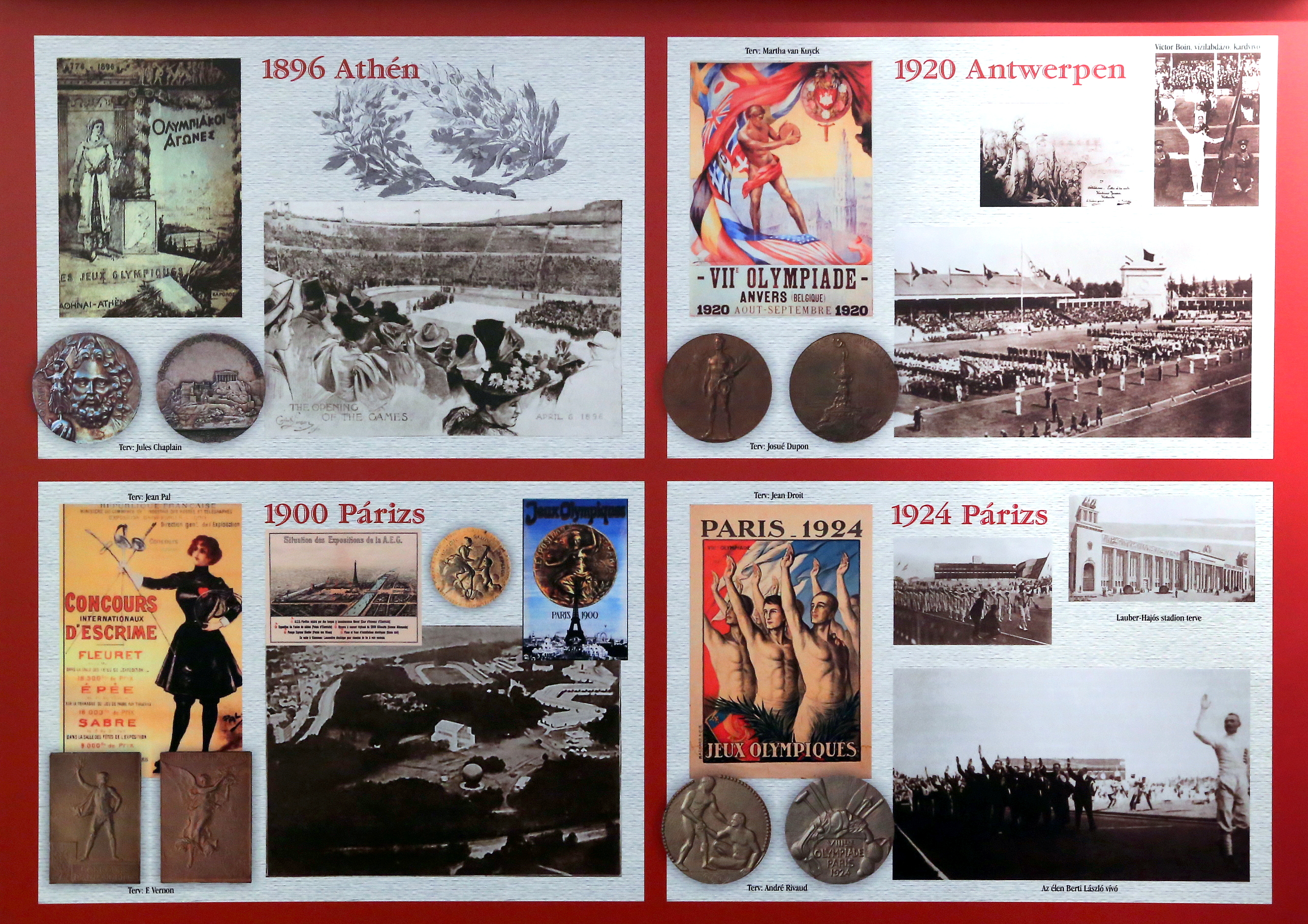
Egykori olimpiák jelképei
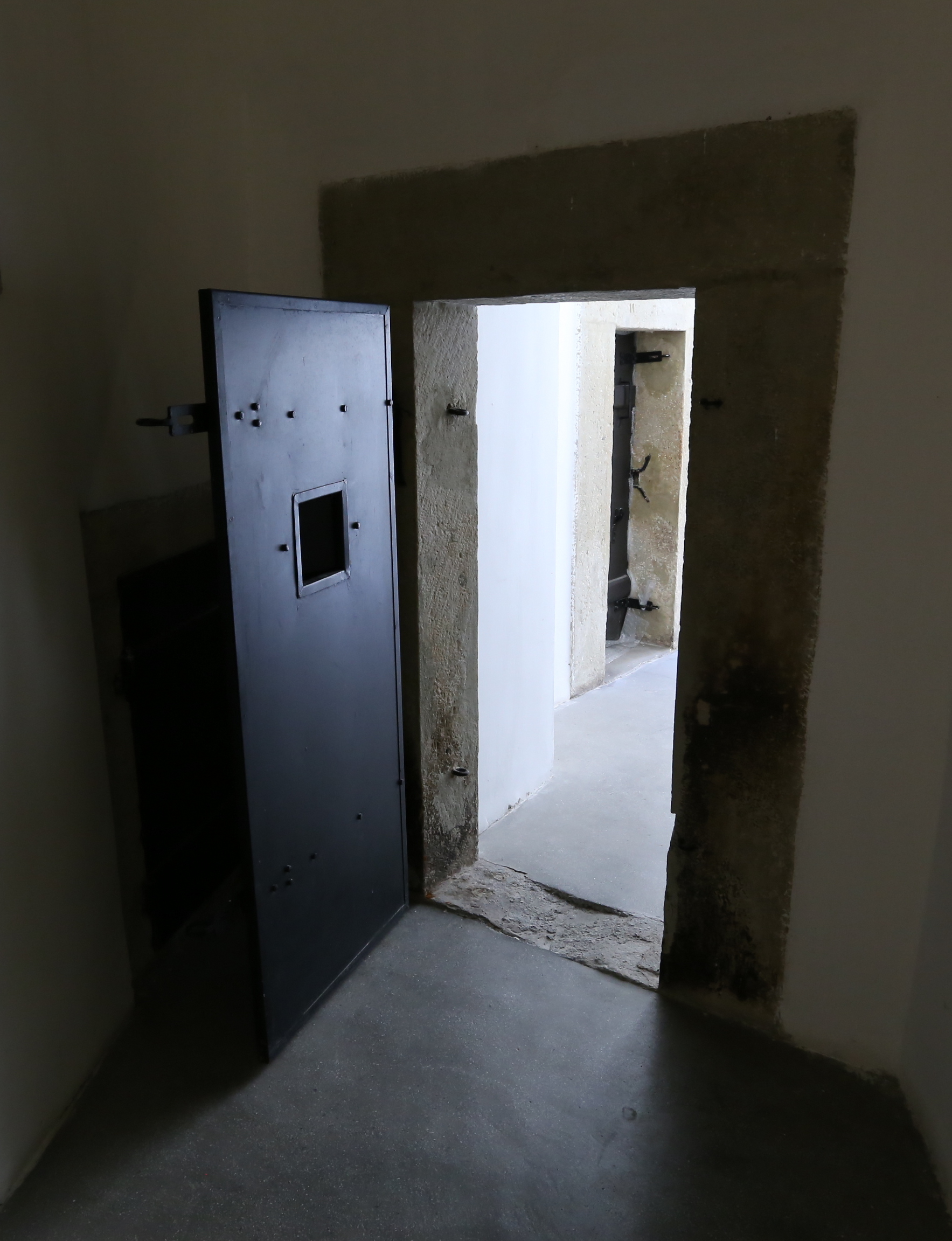
Egykori börtöncella